# جي بي لاغونا 2018
جي بي لاغونا 2018 (بالإنجليزية: 2018 GP Laguna)‏ هو سباق دراجات هوائية، وهو الموسم رقم 4 من السباق، وأقيم في 18 فبراير 2018، وامتدّ لمسافة 161 كيلومتر، وهو أحد سباقات طواف أوروبا للدراجات 2018، وهو من نوع سباق يوم واحد، وهو من نوع سباق الدراجات.
فاز فيه بالمركز الأول باولو توتو، وبالمركز الثاني Lukas Schlemmer ‏، وبالمركز الثالث أندريا تونياتي ‏.

## الفائزون
| الترتيب | الفائز           |
| ------- | ---------------- |
| الفائز  | باولو توتو       |
| الثاني  | Lukas Schlemmer ‏ |
| الثالث  | أندريا تونياتي ‏  |

## وصلات خارجية
- لمحة عن سباق جي بي لاغونا 2018 على موقع  ProCyclingStats   (برو  سايكلنج  ستاتس) - إحصاءات  محترفي  الدراجات.
- جي بي لاغونا 2018 على موقع إحصائيات الدراجات الإحترافية (الإنجليزية)